# ليوبولدو لوبيز
ليوبولدو لوبيز (بالإسبانية: Leopoldo López Mendoza) هو اقتصادي وسياسي فنزويلي، ولد في 29 أبريل 1971 في كاراكاس في فنزويلا. حزبياً، نشط في الإرادة الشعبية (فنزويلا).

## وصلات خارجية
- الموقع الرسمي